# Danny Brown
Daniel Dewan Sewell (16 de marzo de 1981), conocido profesionalmente como Danny Brown, es un rapero estadounidense originario de Detroit, Michigan.
En 2010, después de varios mixtapes, Brown lanzó su primer álbum de estudio, The Hybrid. Comenzó a obtener un importante reconocimiento después de su segundo álbum de estudio, XXX, que recibió elogios de la crítica de medios como Spin, y le valieron el reconocimiento de "artista del año" por la revista Metro Times. En 2013, entró la lista Billboard 200 de Estados Unidos con el lanzamiento de su tercer álbum, Old, que alcanzó el número 18 y generó tres sencillos, "Dip", "25 Bucks" y "Smokin & Drinkin" que alcanzaron la lista Top R&B/Hip-Hop Songs. Su cuarto álbum de estudio, Atrocity Exhibition, fue lanzado el 27 de septiembre de 2016 y su quinto, U Know What I'm Sayin ?, el 4 de octubre de 2019.

## Carrera musical
En 2010, Brown colaboró con el rapero estadounidense Tony Yayo de G-Unit, y juntos grabaron un mixtape colaborativo, Hawaiian Snow. Después de lanzar cuatro volúmenes de su serie de mixtapes Detroit State of Mind y otras grabaciones, Brown lanzó su primer álbum de estudio en solitario, The Hybrid, en el sello discográfico independiente Rappers I Know en 2010. En marzo de 2011, se reveló que Brown había firmado con el sello discográfico independiente Fool's Gold Records, con sede en Brooklyn. El sello lanzaría su segundo álbum de estudio, XXX, como descarga gratuita. El álbum recibió numerosos elogios de la crítica, incluido el haber sido nombrado el mejor álbum de hip hop del año por Spin. A raíz de su éxito con XXX, Brown comenzó a hacer giras con Childish Gambino en marzo de 2012.
En febrero de 2012, Brown apareció por primera vez en la portada de la publicación The Fader. En diciembre de 2012, Brown anunció que había completado su próximo álbum, titulado Old. El álbum se lanzó en 2013 y se distribuyó a los minoristas de música, por primera vez en su carrera. El álbum incluye contribuciones de ASAP Rocky, Schoolboy Q, Ab-Soul, Kitty y Purity Ring. En enero de 2015, Brown anunció que estaba trabajando en un libro infantil inspirado en Dr. Seuss, escrito para su hija de 13 años. En agosto de 2016, Brown apareció en The Eric Andre Show, junto a ASAP Rocky, Nocando, Open Mike Eagle y Go Dreamer, en un segmento titulado “Rapper Warrior Ninja". Su cuarto álbum Atrocity Exhibition fue lanzado ese mismo año. En abril de 2019, se anunció que su quinto álbum de estudio, U Know What I'm Sayin ?, se lanzaría más tarde ese año, con la producción de Q-Tip, JPEGMafia y Paul White.

## Discografía

### Álbumes de estudio
- Hot Soup (2008)
- The Hybrid (2010)
- XXX (2011)
- Old (2013)
- Atrocity Exhibition (2016)
- U Know What I'm Sayin ? (2019)
- Quaranta (2023)